# Скалваја (Сијена)
Скалваја је насеље у Италији у округу Сијена, региону Тоскана.
Према процени из 2011. у насељу је живело 71 становника. Насеље се налази на надморској висини од 475 м.